# Монтажний стіл
Монта́жний стіл, або Монта́жна ліні́йка, або Часова́ шкала́ — пристрій для перегляду відзнятої кіноплівки і монтажу кінофільмів. Використовується при «оптичній» технології кіновиробництва для монтажу на кіностудіях. Зараз найпростіші монтажні столи використовуються в кіносховищах для перегляду архівних кіноплівок, а також у кінотеатрах для склеювання частин фільму в один рулон, призначений для плеттерів. Спрощені пристрої перегляду 8 і 16-мм кіноплівки — кіноскопи — випускалися для кінолюбителів. Сучасна цифрова технологія монтажу кінофільмів заснована на використанні комп'ютера замість монтажного столу.
Звукомонтажний апарат — пристрій, що складається з кінопроєктора, здатного одночасно транспортувати дві кіноплівки: одну з зображенням і другу з фонограмою. Звукомонтажні апарати стали першими пристроями для монтажу, і пізніше були практично повністю витіснені звукомонтажними столами.
Звукомонтажний стіл — комбінація звукомонтажного апарату і монтажного столу, призначена для одночасного монтажу і синхронізації різних кіноплівок з зображенням і оптичною фонограмою. На відміну від звичайного монтажного столу, з одним стрічкопротяжним механізмом, звукомонтажні мають два (двоактові столи), які можуть працювати як синхронно, так і незалежно один від одного. Сучасні столи можуть працювати також з магнітною та оптичною фонограмою на 35 або 16-мм перфорованій стрічці, а також з цифровими фонограмами. Для роботи з двома фонограмами використовуються триактні столи, а для роботи з двома фонограмами й двома кіноплівками із зображенням багатокамерної зйомки — чотириактні.

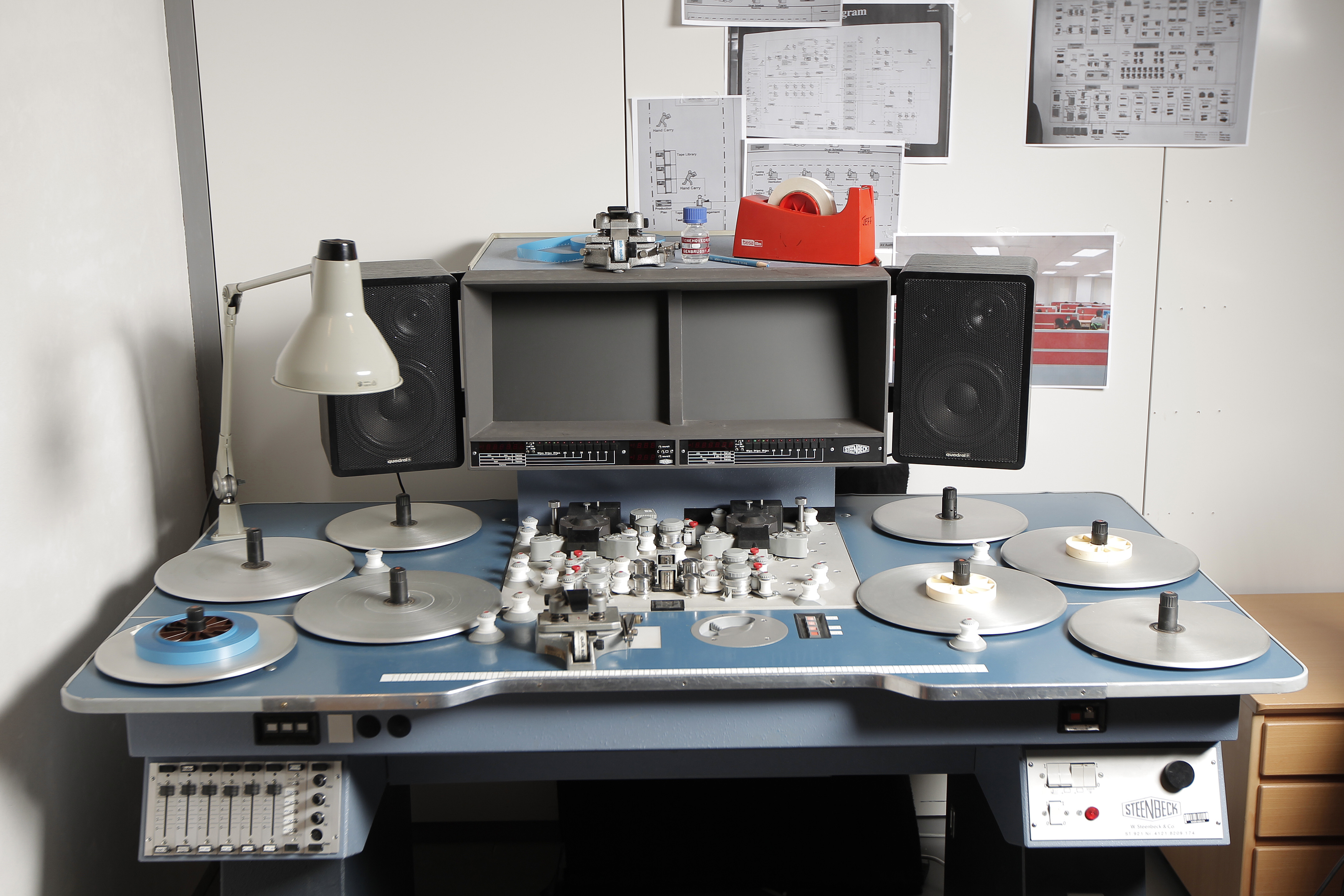
Професійний чотирьохактний звукомонтажний стіл «Steenbeck» з двома екранами, розрахований для роботи з двома кіноплівками зображенням багатокамерної зйомки і двома фонограмами

Монтажними столами на телебаченні називали обладнання лінійного електронного відеомонтажу, функціональний принцип побудови якого запозичений з кінематографа. Тепер монтажні контролери (пульти, які керують монтажними відеомагнітофонами) в основному витіснені комп'ютерами, призначеними для нелінійного монтажу.

## Пристрій
Особливістю стрічкопротягувального тракту монтажних столів є можливість перегляду зображення на просвітному екрані при русі кіноплівки з будь-якою швидкістю і в будь-якому напрямку. Для цього замість скачкових механізмів використовується оптична компенсація при безперервному русі плівки. Крім зручності пошуку потрібних кадриків, такий пристрій знижує знос робочого позитива, пошкодження якого неприпустимі. Збереженню плівки також сприяє спеціальна освітлювальна система з невеликою тепловіддачею й автоматичним зменшенням напруження лампи під час стоп-кадру або уповільненого перегляду. Рух може здійснюватися як ручним приводом при малих швидкостях, так і електроприводом.

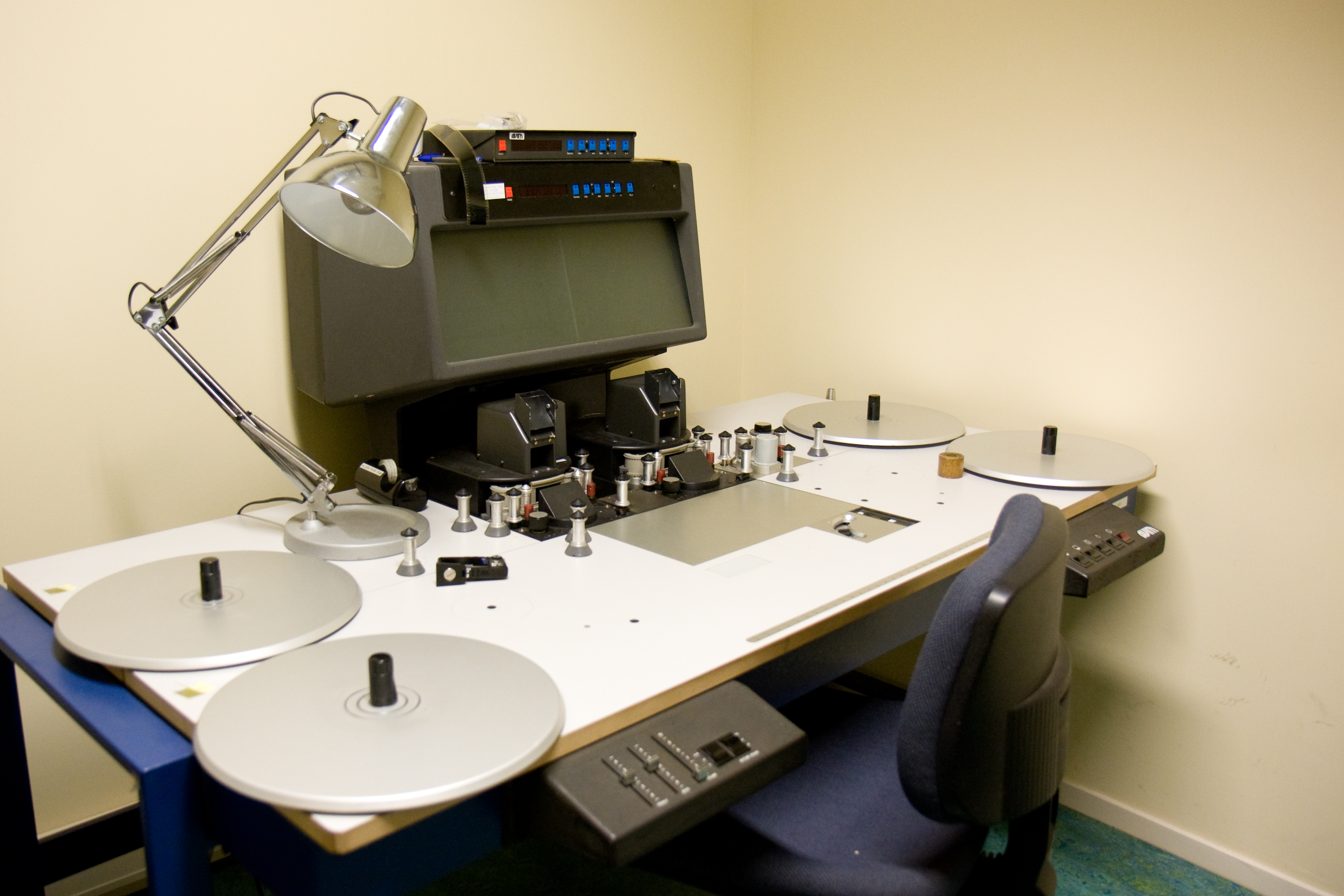
Сучасний звукомонтажний стіл для двох кіноплівок з зображенням і цифровим звуком

Більшість сучасних монтажних столів допускають прискорений перегляд матеріалу аж до десятикратної швидкості від нормальної частоти кінозйомки. Стандартні швидкості перегляду 24/25 кадрів в секунду стабілізуються кварцовим резонатором. Управління рухом приводів здійснюється кнопками пульта і педалями, вмонтованими в основу столу. Кожен з стрічкопротяжних трактів має лічильником, що дозволяє визначати місця склейок з кадровою точністю. Для вимірювання довжини плівок на поверхні столу передбачена спеціальна лінійка, розмічена в кадрах і сантиметрах. Крім того, на більшості столів розміщують матове скло з нижнім підсвічуванням для зручності розглядання кіноплівки на просвіт.
На відміну від решти кінотехніки, в якій кіноплівка рухається в плівкопротяжному механізмі вертикально, в більшості монтажних столів рух плівки відбувається в горизонтальній площині Така конструкція вважається класичною зручнішою для роботи монтажера шляхом горизонтального розташування рулонів, які не потребують оберігання від «розсипання». Будь монтажний стіл оснащений як мінімум двома дисками («тарілками»), на яких розташовуються рулони кіноплівки, які подаються і приймаються. При наявності двох стрічкопротяжних трактів кількість дисків подвоюється. У чотириактних столах використовуються вісім «тарілок».
При цьому різні тракти можуть працювати як незалежно один від одного, так і синхронно. Роздільний рух плівок використовується під час пошуку збігу зображення і фонограми для їх синхронізації, як правило по зображенню хлопавки та її звуку. Найбільше поширення отримали триактні столи, в яких один з стрічкопротяжних механізмів використовується для кіноплівки, а два інших — для фонограм, наприклад для мовної та музичної. Крім столів, розрахованих на один формат кіноплівки, розповсюдження отримали також двоформатні столи, що дозволяють працювати як з кіноплівкою 35 мм, так і 16-мм.
Звукомонтажні столи, на відміну від звичайних монтажних, додатково оснащуються звуковідтворювальною системою і гучномовцями. Для фотографічних фонограм встановлюється оптична система звукоочищення, а для магнітних — магнітні головки. Обидві системи встановлюються в кожному стрічкопротяжному механізмі столу, дозволяючи зчитувати будь-які типи фонограм, у тому числі поєднані на плівці з зображенням. Сучасні звукомонтажні столи передбачають можливість роботи з цифровими фонограмами на різних носіях. При цьому синхронізація відбувається автоматично за часовими кодами фонограми й футажними номерами кіноплівки. Склейка робочих позитивів проводиться скотчем за допомогою напівавтомата для склеювання, а негатива — клеєм.

## Цікаві факти
- Робота за звукомонтажним столом показана у фільмі «Прокол». Головний герой картини виробляє синхронізацію випадково записаної фонограми автокатастрофи з перезнятими на кіноплівку фотографіями за допомогою звукомонтажного апарату «Мовіола».